# 線鰭美鮭脂鯉
線鰭美鮭脂鯉，為輻鰭魚綱脂鯉目脂鯉亞目頂器脂鯉科的其一種，分布於南美洲Casiquiare河、黑河流域，體長可達1.4公分，棲息在底中層水域，生活習性不明。